# بيت داود سهل
قرية بيت داود سهل هي إحدى القرى التابعة لمركز جرجا بمحافظة سوهاج في جمهورية مصر العربية. حسب إحصاءات سنة 2006، بلغ إجمالي السكان في بيت داود سهل 19951 نسمة، منهم 10271 رجل و9680 امرأة.